# Rhopalothrix ciliata
Rhopalothrix ciliata é uma espécie de formiga do gênero Rhopalothrix, pertencente à subfamília Myrmicinae.